# 팝매터스
《팝매터스》(영어: PopMatters)는 대중문화를 다루는 국제 온라인 문화 비평 잡지다. 《팝매터스》는 음악, 텔레비전, 영화, 책, 비디오 게임, 만화, 스포츠, 연극, 시각 예술, 여행, 인터넷 등 다양한 분야의 문화적 산물과 표현에 관한 리뷰, 인터뷰, 에세이를 게재한다.